# Claudio Biern Boyd
Claudio Biern Boyd (Palma de Mallorca, 21 de noviembre de 1940 - 16 de octubre de 2022) fue un productor, guionista, empresario, director de cine y animador español, fundador de BRB Internacional y de Apolo Films.

## Biografía
Hijo de padre español y madre escocesa, de niño se trasladó a vivir a Barcelona, donde estudió. Biern fue creador/productor de medio centenar de series y películas de animación, entre ellas Ruy, el pequeño Cid,  D'Artacan y los tres mosqueperros, La vuelta al mundo de Willy Fog,  David el Gnomo, The Cobi Troupe, Mortadelo y Filemón, La banda de Mozart, Los Intocables de Elliot Mouse, Fantaghirò, Zipi y Zape, El hombre Invisible, Iron Kid, Angus&Cheryl, Bernard, Papawa, así como de varias películas para televisión en imagen real (como El marqués mendigo o La memoria del agua) y otros formatos audiovisuales (musicales como La vuelta al mundo de Willy Fog. El Musical, concursos como Los sabios, entre otros).
A lo largo de su trayectoria profesional, ha recibido más de cuarenta galardones entre los que se encuentran el Premio Talento Extraordinario de la Academia de Televisión en 2017, Premio Mejor Comunicador con los Niños del Festival Internacional de Comunicación Infantil El Chupete en 2014, Biznaga de Oro 2012 otorgada por el Festival de Málaga en 2012, Medalla al Trabajo President Macià otorgado por el Gobierno de la Generalidad de Cataluña en 2011, el premio europeo Tribute of Honour otorgado por Cartoon Forum en 2007 o la Medalla de Bronce del Festival Internacional de Cine y Televisión de Nueva York por la serie D'Artacán y los Tres Mosqueperros en 1982. Presidió las compañías BRB Internacional y Apolo Films.
También fue miembro de la directiva del R.C.D. Español durante varias etapas.
Claudio Biern Boyd murió el 17 de octubre de 2022, a la edad de 81 años.